# 6979 Shigefumi
6979 Shigefumi este un asteroid din centura principală de asteroizi.

## Descriere
6979 Shigefumi este un asteroid din centura principală de asteroizi. A fost descoperit pe 12 septembrie 1993 la Kitami de Kin Endate și Kazuro Watanabe. Asteroidul prezintă o orbită caracterizată de o semiaxă mare de 2,65 ua, o excentricitate de 0,22 și o înclinație de 14,9° în raport cu ecliptica.